# World Jewelry Center
El World Jewelry Center en Las Vegas, Nevada fue un proyecto destinado a ser una "parada de compras" para la industria mundial de joyas, que se hubiese convertido en el segundo edificio más alto de Las Vegas.

Situado a través de World Market Center como parte del Desarrollo Union Park, el World Jewelry Center de un millón de pies cuadrados de uso mixto. Las firmas eran de constructoras, diseñadores y minoristas que hubiesen usado el espacio como ventas y distribución de oficinas, sedes, industrias ligeras, servicios y residencias. El sitio también incluiría un inmenso centro y un museo de clase mundial.
El complejo consistía principalmente de un rascacielos de oficinas y una estructura para un estacionamiento de varios niveles con espacio para 2 778 automóviles.
Aunque la torre fuese de 57 pisos, la torre de oficinas realmente sería de 815 pie (248 m) porque algunos pisos serían más altos que otros, convirtiéndola como la segunda torre más alta en Nevada después de Stratosphere.